# Stoff (Literatur)
Der Stoff in der Kunstwissenschaft hängt mit der Analyse und Interpretation eines Kunstwerkes zusammen. So bezeichnet der Stoff in der Literaturwissenschaft eine konzentrierte Beschreibung dessen, was bei der künstlerischen Verarbeitung Verwendung fand. Der Stoff ist somit ein den Begriffen Motiv und Thema benachbarter Ausdruck. Zum Beispiel ist die Wahrheitsfindung um jeden Preis der Stoff von Goethes Faust. 
Der Stoff im literaturwissenschaftlichen Sinn ist ein zunächst außerhalb der Dichtung vorgeprägtes Substrat, eine Geschichte mit Eigenexistenz, die dann der dichterischen Bearbeitung offensteht. So kann ein Teil der Historie, wie Julius Caesar, ein Märchen, wie Aschenputtel oder auch das dichterische Werk selbst, wie die Antigone des Sophokles zum Stoff werden. Da aber in der Regel ein längerer Prozess der Überlieferung (Tradierung) vorliegt, können die Übergänge zwischen Historie und Kunst auch fließend sein, wie bei dem Fauststoff. Denn erst durch seine Tradierung wird das Erzählgut von individuellen Besonderheiten befreit und so zu dem weiterer künstlerischer Bearbeitung offenen Stoff geformt. 
Der Terminus „Stoff“ grenzt sich so auch von dem allgemeiner gehaltenen Ausdruck „Thema“ ab. Beim Stoff liegt nicht nur ein höherer Grad der Organisation, der Verdichtung vor. Das im Stoff gegebene Thema ist auch verallgemeinerbar. Der Stoff abstrahiert das vorgegebene Thema und öffnet es hierdurch der wiederholenden künstlerischen Nutzung. Nicht jedes Thema kann so zum Stoff werden. Gerade tagesaktuelle „Themen“ versagen sich oft einer Stoffwerdung, sodass der englische Terminus theme oder das französische Pendant thème, das in der Literaturwissenschaft bisweilen mit einem präzisierenden „dt. Stoff“ versehen wird, sowohl „Stoff“ als auch „Thema“ bedeuten kann. 
Strittig ist, ob ein Stoff sich dann auch als eine „das Handlungsgerüst konstruierende festumrissene Motivkonstellation“ beschreiben lässt (Andreas Meier, in: Killy 14, 406) oder lediglich die Motivkonstellation als Ergebnis des Prozesses der Stoffwerdung betrachtet werden muss. Die Frage, ob Stoffgeschichte dabei vorwiegend als Inhaltsforschung – und dies dann vornehmlich innerhalb der Literaturwissenschaft – zu betreiben sei (Frenzel) oder im Dialog mit der historischen Erzählforschung Teil der Komparatistik (Beller), beherrscht noch die Diskussionen in den entsprechenden Teil-Disziplinen.
Literarische Stoffe haben aber auch eine Wechselbeziehung zu den Stoffen in anderen Gattungen der Kunst.